# 詫摩武俊
詫摩 武俊（たくま たけとし、1927年〈昭和2年〉6月30日 - 2018年〈平成30年〉12月30日、享年91歳）は、日本の心理学者。(旧)東京都立大学名誉教授、東京国際大学名誉教授。学位は、文学博士（東京大学・1961年）（学位論文「双生児法による遺伝心理学的研究」）。小児科学者詫摩武人の長男。

## 概要
千葉県出身。旧制都立高等学校理科を経て東京大学文学部卒。
その後、東京大学文学部助手、学習院大学文学部教授を経て(旧)東京都立大学人文学部教授を定年退職まで務めた後、東京国際大学教授として人間社会学部および臨床心理学研究科の設置に関わる。ドイツのミュンヘン大学に留学・滞在した経験とも関係して、日本では比較的珍しいヨーロッパの性格学の流れを汲む性格心理学を展開した。
特に双生児研究を基盤にした性格の遺伝や形成に関する研究は著名である。数多くの一般書、啓蒙書を執筆して性格心理学、発達心理学分野の知識の普及に努めるとともに、東京都立大学在職中には渋谷昌三、菅原ますみらをはじめ多数の心理学者を育てた。日本性格心理学会初代理事長。

## 略歴
- 1951年 ： 東京大学文学部心理学科卒業
- 1951年 ： 東京大学文学部助手
- 1956年 ： 学習院大学文学部講師
- 1961年 ： 学習院大学文学部助教授
- 1967年 ： 学習院大学文学部教授
- 1971年 ： (旧)東京都立大学人文学部教授
- 1991年 ： 東京国際大学教授

## 親族
- 祖父・詫摩武彦 - 医師。詫摩之武の長男。妻の真機は石光真清、石光真臣の妹。
- 父・詫摩武人（1894－1979） - 武彦の長男[2]。東京帝国大学医学部小児科卒業、1927年に千葉医大(現千葉大学)教授となり博士号取得、同年より2年間欧米に留学[3]。東京帝大教授、東京女子医大教授。乳児栄養学を研究し、日本小児科学会理事長も務めた[4]。妻は赤池濃の長女・和子（女子学習院出身）[3]。
- 叔父・詫摩武元 - 武彦の五男。志賀潔の三女・治子の夫[5]。東京都立梅ヶ丘病院院長[6]。

## 著書
- 『性格はいかにつくられるか』岩波新書、1967年
- 『親と子のあいだ』 雷鳥社 1969
- 『ビジネスマンと性格 あなたの性格を職場で生かす』 金融財政事情研究会 1969
- 『きょうだいと性格』 国土社 1970
- 『性格』講談社現代新書、1971）
- 『君はどんな性格か』 ポプラ社 1973
- 『心理学』 学陽書房 1974
- 『嫉妬の心理学 人間関係のトラブルの根源』 光文社 1975 (カッパ・ブックス) のち文庫
- 『性格の生かし方』 あすなろ書房 1976 (講座・性格の診断)
- 『子どもの性格と心理』 あすなろ書房 1977.8
- 『青年の心理』 培風館 1978.3
- 『幼児の発達としつけ かしこい子どもに育てるために』 あすなろ書房 1978.2
- 『性格の生かし方』 あすなろ書房 1979.11
- 『好きと嫌いの心理学』 講談社現代新書、1981年）
- 『母と子の心理学 赤ちゃんから受験まで』 文芸春秋 1981.10
- 『ふたりっ子の時代 父親・母親・二人きょうだい』 朝日出版社 1981.11
- 『子ども学入門 最新児童心理学に学ぶ知恵』 光文社 1981.12 (カッパ・ブックス)
- 『こんな子がいじめる,こんな子がいじめられる』 山手書房 1984.9
- 『個性と適性の心理学』 講談社現代新書、1984年）
- 『伸びてゆく子どもたち 幼児期の家庭教育』中公新書、1985年）
- 『あなたの今あなたのあしたわたしってなに?』 小学館 1985.6 (ミニレディー百科シリーズ)
- 『伸びる子どものお父さん-いま、子どもに何ができるか』光文社カッパ・ホームス、1986年）
- 『父親の技術 「幸福な父親」への設計』 東急エージェンシー出版事業部 1988.12
- 『ひとりっ子の本』 主婦と生活社 1989.6
- 『お手伝いが子どもを伸ばす』 日本放送出版協会 1990.1
- 『自己再発見の心理学 挫折・迷いを乗り越えるために』 PHP研究所 1991.9 「自分を見つける心理学」文庫
- 『これからの〈老い〉-老化の心理学』 講談社現代新書、1991年）
- 『打たれ強い性格 ストレスに悩む人へ』 光文社 1993.9 (カッパ・ホームス)
- 『三つ子の魂 三歳の一年が一生を左右する』 光文社 1995.8 (カッパ・ホームス)
- 『親と子の人生対話 子どもの心に火を燃やせ』 広池学園出版部 1995.4
- 『いじめ のりこえるにはどうするか』 サイエンス社 1995.12
- 『「幸福な家庭」の心理学 心のきずなが人生を明るくする』 PHP研究所 1996.7
- 『好かれる子嫌われる子 子どもの性格は親の愛情しだい』 光文社 1997.6 (カッパ・ブックス)
- 『悩む性格・困らせる性格』（講談社現代新書、1998年）

## 共編著
- 『心理学』 大山正,中島力共著 有斐閣双書 1965
- 『性格の理論』 誠信書房 1967
- 『性格』 依田明共著 大日本図書 1968
- 『性格は変えられるか 個性カウンセリング入門』 星野命共編 有斐閣選書 1972
- 『臨床心理学』 星野命共編 新曜社 1972
- 『家族心理学』 依田明共編著 川島書店 1972
- 『心理学通論』 大山正共編 新曜社 1973
- 『性格心理学』 大日本図書 1974
- 『思春期相談 第二反抗期の子どもたち』 平井信義,依田明共編 有斐閣選書 1975
- 『二歳～六歳の心理 依田明,繁多進共著 あすなろ書房 1975
- 『中学生の心理』 安香宏共編 有斐閣選書 1980.12
- 『登校拒否 どうしたら立ち直れるか 稲村博共編 有斐閣選書 1980.9
- 『思春期の悩み 福村出版 1981.5 (教育病理3)
- 『心理学四面鏡』 新曜社 1981.5
- 『発達心理学の展開』 飯島婦佐子共編 新曜社 1982.7
- 『心理学概論 1』 大山正共編 放送大学 1984.8
- 『セックス』 清水弘司共編 新曜社 1988.3 (ワードマップ)
- 『基礎心理学講座 1-5』 八千代出版 1988-91
- 『ミドルエイジ 充実した日々をつくるために』 依田明共編 大日本図書 1989.10
- 『出会いと関係の心理学』 新曜社 1992.5
- 『ふたごの研究 これまでとこれから』 天羽幸子,安藤寿康共著 ブレーン出版 2001.1

## 翻訳
- 『臨床心理学』 ロッター 岩波書店 1966 (現代心理学入門
- 『言語と思考 J.B.キャロル 岩波書店 1972
- 『現代心理学の起源』 W.M.O'Neil 岩崎学術出版社 1975.11
- 『性格学入門 W.アーノルト 東京大学出版会 1976 (UP選書)
- 『魔術の年齢 幼児期の心の発達』 S.H.フレイバーグ 高辻玲子共訳 金子書房 1978.8
- 『パーソナリティの心理学』 J.B.ロッター,D.J.ホックレイク 新曜社 1980.9
- 『自分を伸ばす人間関係 どうしたら一目おかれる人間になれるか』 ミッチェル・D.ブラディ 三笠書房 1982.2
- 『パーソナリティ 心理学的解釈』 G.W.オールポート 新曜社 1982.10
- 『親の離婚 ひきさかれた子どもたちへのガイド』 Arlene Richards,Irene Willis ブレーン出版 1986.7

## 論文
- 「被暗示性を規定する一要因について」『千輪浩先生還暦記念論文集 最近心理学の諸問題』 東京大学・同記念事業委員会発行 1952
- 「精神薄弱児の再行動を規定する諸条件」『心理学研究』 第28巻 2号 1957
- 「投影法」『現代教育心理学大系 9. 測定・評価 (理論編)』 中山書店 1958
- 「パーソナリティの形成」『講座現代社会心理学 2. 社会的人間』 中山書店 1959
- 「出生前後の身体的諸条件が知能の発達に及ぼす影響-一卵性双生児の分析を中心に」『心理学研究』 第37巻 5号 1966
- 「双生児法による知能の遺伝性に関する研究」『教育心理学研究』 第16巻 4号 1968
- 「知能の規定要因 I. 遺伝要因」 肥田野直編 『講座心理学 9. 知能』 東京大学出版会 1970
- 「恋愛と結婚」『現代青年心理学講座 5. 現代青年の性意識』 金子書房 1973
- 「臨床遺伝学的診断」 村上英治編 『心理学研究法 12. 臨床診断』 東京大学出版会 1974
- "The trasition of the Japanese mother's way of thinking about child-rearing", Tohoku Psychologica Folia, Vol. 38, 1979
- 「人格研究の歴史と展望」 第20回日本教育心理学会総会 「歴史と展望」刊行委員会『教育心理学シンポジウム-歴史と展望 1959 - 1978』 川島書店 1980
- 「ドイツにおける心理学の発展と現況」(H. J. Kornadt 教授の日本心理学会第48回大会における講演の訳) 『心理学研究』 第56巻 1985
- 「性格研究の歴史」『パッケージ性格の心理 4. 性格の諸側面』 ブレーン出版 1986
- 「青年の恋愛」『青年心理学ハンドブック』 福村出版 1988
- "Entwicklung und Gegenwärtige Situation der Psychologie in Japan", Berichte über den 35. Kongress der Deutschen Gesellshaft für Psychologie in Hedelbelg, 1988
- 「性格形成における遺伝と環境」 依田明編 『性格心理学新講座 2. 性格形成』 金子書房 1989
- 「総論：性格・パーソナリティ・気質」『臨床心理学大系 2. パーソナリティ』 金子書房 1990
- 「日本の性格心理学」『性格心理学ハンドブック』 福村出版 1998